# Diego Corrales
Diego „Chico“ Corrales (* 25. August 1977 in Sacramento, Kalifornien; † 7. Mai 2007 in Las Vegas, Nevada) war ein US-amerikanischer Profiboxer. Corrales war Weltmeister der IBF und WBO im Superfedergewicht sowie Weltmeister der WBO und WBC im Leichtgewicht.
Legendär wurde sein Duell gegen José Luis Castillo am 7. Mai 2005 in Las Vegas, das unter anderem vom Ring Magazine zum Boxkampf des Jahres und von HBO zum Boxkampf des Jahrzehnts gewählt wurde.

## Amateur
Corrales war der Sohn eines Kolumbianers und einer Mexikanerin. Er absolvierte als Amateur 117 Kämpfe mit 105 Siegen und 12 Niederlagen. Im Federgewicht wurde er 1994 Zweiter bei den US-Meisterschaften und holte 1995 Bronze bei den Panamerikanischen Spielen. Im Leichtgewicht nahm er 1995 an den Amateurweltmeisterschaften in Berlin teil, verlor jedoch im ersten Kampf gegen Marco Rudolph.

## Profikarriere
Corrales' Profidebüt fand am 19. März 1996 statt. Er gewann seine ersten 28 Kämpfe in Folge, darunter gegen WM-Herausforderer Claudio Victor Martinet (59-7) und den späteren IBF-Weltmeister Gairy St. Clair (15-0). Daraufhin boxte er am 23. Oktober 1999 in Las Vegas um die IBF-WM im Superfedergewicht gegen Roberto García (32-0), hatte diesen gleich dreimal am Boden und gewann durch t.K.o. in der siebenten Runde. Seinen WM-Titel verteidigte er erstmals am 4. Dezember 1999 einstimmig nach Punkten gegen John Brown (20-6).
Am 18. März 2000 schlug er in seiner zweiten Titelverteidigung den späteren WBA-Weltmeister Derrick Gainer (33-4) durch t.K.o. in der dritten Runde. Im Juni 2000 gewann er zudem gegen Justin Juuko (34-3) durch K. o. in der zehnten Runde. In einer weiteren Titelverteidigung bezwang er im September 2000 Angel Manfredy (33-4) vorzeitig in der dritten Runde.
Am 20. Januar 2001 trat er in Las Vegas gegen Floyd Mayweather Jr. (24-0) in den Ring und boxte um die WBC-WM im Superfedergewicht. Dabei wurde er jedoch von Mayweather ausgeboxt und ging fünfmal zu Boden, ehe seine Ringecke in der zehnten Runde das Handtuch warf und der Kampf gegen die Proteste von Corrales beendet wurde. Der Kampf wurde als t.K.o.-Niederlage gewertet.
Nach dem Kampf hatte Corrales mit privaten Problemen zu kämpfen und wurde für vierzehn Monate inhaftiert, nachdem er seiner schwangeren Ex-Frau im Streit das Schlüsselbein und mehrere Rippen gebrochen hatte.
Im Januar 2003 kehrte er in den Ring zurück. Nach vier Siegen kämpfte er im Oktober des Jahres gegen den Kubaner Joel Casamayor. Beide mussten in dem Kampf zu Boden, in der sechsten Runde wurde wegen einer stark blutenden Wunde in Corrales' Mund zugunsten Casamayors abgebrochen. Fünf Monate später kam es zum Rückkampf mit Casamayor um den vakanten WBO-Titel, den er knapp und glücklich gewinnen konnte, obwohl er wieder am Boden war.
Anschließend wechselte er endgültig in das Leichtgewicht. Er trat direkt gegen den ungeschlagenen brasilianischen WBO-Weltmeister Acelino Freitas (35-0) an. Corrales gewann den Kampf und den Titel, nachdem der erschöpfte Freitas infolge von drei Niederschlägen in der zehnten Runde aufgab.
Als Nächstes kam es am 7. Mai 2005 zum Vereinigungskampf mit dem WBC-Weltmeister José Luis Castillo (52-6). In einem spektakulären Kampf gewann Corrales durch t.K.o. in der zehnten Runde, nachdem er vorher zweimal selbst niedergeschlagen worden war und einen Punkt für absichtliches Ausspucken des Mundschutzes abgezogen bekommen hatte.
Die kontroversen Umstände führten zum baldigen Rückkampf am 8. Oktober 2005, der sich allerdings noch umstrittener gestalten sollte. Castillo übertraf beim offiziellen Einwiegen das Leichtgewichtslimit. Der Kampf wurde daraufhin als Nichttitelkampf durchgeführt. Am Kampftag selbst lag dann Corrales' Gewicht kurioserweise über dem Castillos. Diesmal gewann jedoch Castillo durch K. o. in der vierten Runde.
Nun wurde ein dritter Kampf angesetzt. Ursprünglich für den 4. Februar 2006 geplant, wurde er nach einer im Training erlittenen Rippenverletzung von Corrales auf den 3. Juni 2006 verschoben. Castillo konnte jedoch das Gewichtslimit wiederum nicht einhalten, so dass Corrales den Kampf absagte.
2006 unterlag er im dritten Kampf gegen Casamayor. Anschließend ging Corrales ins Weltergewicht hoch, wo er gegen Joshua Clottey seinen letzten Kampf bestritt und nach Punkten verlor.
Corrales starb am 7. Mai 2007 in Las Vegas bei einem Verkehrsunfall, nachdem sein Motorrad mit einem Auto kollidiert war.